# Victor Lejal
Victor-Émilien Lejal (2 décembre 1863 à Paris 10e - 17 juillet 1916 à Paris 10e) est un goguettier, puis chanteur professionnel français de café-concert.

## Biographie
Fils d’un petit employé de commerce, il entre en apprentissage chez un imprimeur à douze ans pour subvenir aux besoins de la famille. À seize ans, il commence à chanter dans diverses goguettes. Il quitte l’imprimerie à vingt ans pour débuter en tant que chanteur fantaisiste professionnel à l’Alcazar de Dijon.
Il parcourt alors la province, se rend à l’étranger (Belgique, Maroc, Algérie) où il apprend son métier.
En 1894, il est remarqué par Paulus qui l’engage à Ba-Ta-Clan. Il obtient un franc succès qui lui permet de monter sur les planches de l’Eldorado, des Ambassadeurs. Il fréquente ensuite assidument La Scala à partir de 1897. En 1898, il crée un de ses plus grands succès au Caveau des Innocents, la Marche des Cambrioleurs.
En 1901, il est aux Folies-Bergère, puis en 1903 au Moulin-Rouge où il restera trois ans à chanter dans diverses revues. On le revoit par la suite à Parisiana et de nouveau à La Scala à partir de 1905 où il crée La Scie, Le Zipholo. Entre-temps, il chante Chez Fantasio, à la Fauvette, aux Fantaisies-Parisiennes, à la Fourmi, au Jardin de Paris, au Kursaal, à la Mésange, au palais du Travail...
Il est en 1907 et 1908, aux côtés du président Dranem, le vice-président de la maison de retraite des artistes lyriques fondée en 1881 par Jules Pacra. Son activité semble décliner à partir de 1910. Il décède le 17 juillet 1916. Initialement inhumé au cimetière parisien de Pantin, il fut transféré en octobre 1916 au cimetière parisien de Saint-Ouen (13ème division), où sa sépulture est toujours visible.

## Lucien Lejal
Son fils Lucien Lejal, dit « Lejal fils », est un chanteur fantaisiste, né à Paris le 13 janvier 1897 et décédé à Paris le 13 janvier 1977.
Il connaît un certain succès dans les années 1920-1930 et fut un temps vedette au théâtre de la chanson et à la Gaîté-Rochechouart en reprenant en partie les grands succès de son père.

## Ré-éditions numériques
- Quand on a travaillé, Anthologie de la chanson française (1900-1920) - l'actualité sociale  (direction Marc Robine, 2007, EPM)
- La Marche des cambrioleurs, Anthologie  de la chanson française - Les Chansons De L'histoire 1910-1914 (direction Marc Robine, 2004, EPM)
- La sonnerie d'alarme (1910), Chansons ferroviaires - Association pour la Sauvegarde du patrimoine enregistré francophone 1998

## Source de l'article
- Victor Lejal, sur le site Internet Du temps des cerises aux feuilles mortes.

## Iconographie
- Alfred Choubrac (1853-1902), Ambassadeurs. Tous les soirs Lejal (affiche 81 × 63 cm, 1890, domaine public) en ligne sur Gallica